# 31884 Evangelista
31884 Evangelista è un asteroide della fascia principale. Scoperto nel 2000, presenta un'orbita caratterizzata da un semiasse maggiore pari a 2,732978 UA e da un'eccentricità di 0,078991, inclinata di 2,363728° rispetto all'eclittica. Ha un diametro di 3,506 km.